# 山口竜一
山口 竜一（やまぐち りゅういち、1964年1月26日 - ）は、ホッカイドウ競馬所属の調教師、元騎手。

## 来歴
1981年、宇都宮競馬場所属騎手としてデビュー。4月25日に初騎乗、5月10日に初勝利を挙げる。
1995年、4月29日に東京競馬場で行われた青葉賞で、13番人気だったロードミライに騎乗。これが中央競馬（JRA）初騎乗でありJRA重賞初騎乗でもあったが、結果は14着に終わる。
2005年、3月で宇都宮競馬が廃止となり、6月にホッカイドウ競馬に移籍する。
2006年、7月22日に函館競馬場で行われたラベンダー賞をインパーフェクトで制しJRA初勝利を挙げる。10月に行われたスーパージョッキーズトライアルで2位となり、補欠騎手として第20回ワールドスーパージョッキーズシリーズに推薦された。
2007年、2月14日にゴールデンジョッキーカップに出場するも9位だった。8月16日に地方通算2500勝を達成、10月11日のエーデルワイス賞をマサノミネルバで制しダートグレード競走初勝利。
2013年度第3回調教師免許試験に合格し、2014年1月1日付で調教師免許を取得。2014年7月9日門別競馬第4競走で管理馬スケリッグマイケルが勝ち、調教師としての初勝利をあげた。

## 北海道移籍の経緯
2005年の宇都宮競馬廃止後、他の地方競馬から移籍の案件があったものの本人は断り、2年ほど何もせずに過ごしてこれからの事を考えようと思っていた。しかし宇都宮競馬廃止で実質無職となった山口をねぎらうファンの言葉や、家族の言葉が逆に重くのしかかる。そこでいい騎手が多く、いい2歳馬が集まるホッカイドウ競馬への移籍を考え、以前騎手交流戦で親交があった斎藤正弘(現・ホッカイドウ競馬調教師)へ相談。断られると思っていたが、とんとん拍子に話が進み、その年の6月に北海道へ単身赴任で移住。ホッカイドウ競馬の騎手として騎手生活の再スタートを切る。
山口は単身赴任であり、家族は栃木在住である。冬期休催期間に栃木の家族の元へ帰る生活を続けている。

## 期間限定騎乗
ホッカイドウ競馬のオフシーズンには他地区の競馬場にて期間限定騎乗を行っていた。
- 2006年12月1日から翌2007年1月31日まで福山競馬場で期間限定騎乗を行った。期間中の所属は那俄性哲也厩舎。
- 2007年11月26日から翌2008年1月25日まで南関東公営競馬で期間限定騎乗を行った。期間中の所属は船橋競馬場・林正人厩舎。
- 2009年1月17日から3月8日まで佐賀競馬場で期間限定騎乗を行った。期間中の所属は佐藤正則厩舎[4]。
- 2009年12月11日から翌2010年2月13日まで笠松競馬場で期間限定騎乗を行った。期間中の所属は伊藤強一厩舎[5]。
- 2010年2月14日から3月10日まで名古屋競馬場で期間限定騎乗を行った。期間中の所属は角田輝也厩舎[6]。
- 2010年11月29日から翌2011年1月28日まで南関東公営競馬で期間限定騎乗を行う予定であったが、12月6日から翌2011年2月4日までに変更された[7]。期間中の所属は船橋競馬場・林正人厩舎[8]。

## 表彰
- 北海道競馬記者クラブ賞（2006年）

## 主な騎乗馬
- アオバキング（1983年華厳賞）
- トライバルキング（1986年北関東アラブ王冠）
- スズミツドビル（1990年しもつけオークス）
- カネユタカオー（1991年栃木三冠、とちぎ大賞典、1993年・1994年宇都宮記念）
- ニシノリッチ（1992年しもつけ弥生賞、とちぎダービー）
- マロニエ杯アラブ優駿（1992年ジュナンスイセイ）
- ナスノステージワン（1996年かもしか賞、1997年クイーンカップ【高崎】、しもつけ弥生賞、北関東ダービー）
- オリエントハンター（2000年北関東ダービー、とちぎ大賞典）
- タイガーダンサー（2002年北関東弥生賞）
- シルバーギャロップ（2003年北関東皐月賞）
- ヨシノアルテミス（2005年フローラルカップ、イノセントカップ）
- ビーファイター（2005年ふさの国オープン）[9]
- ピクシーストーン（2006年春霞賞）
- ジンクライシス（2006年赤レンガ記念、星雲賞、エルムステークス2着）
- フジノダイヒット（2006年北斗盃）
- アヤパン（2006年フロイラインカップ、王冠賞）
- インパーフェクト（2006年ラベンダー賞）
- タガタメ（2006年リリーカップ、2007年北斗盃）
- マサノミネルバ（2007年エーデルワイス賞）
- ディラクエ（2007年北海道2歳優駿）
- アンペア（2008年エーデルワイス賞）
- オノユウ（2009年フローラルカップ）
- ラスワロフスキー（2010年リリーカップ）
- モエレフウウンジ（2010年ブリーダーズゴールドジュニアカップ）

出典:

## 主な管理馬
- シェリーアモール（2018年プリンセスカップ）
- パッションクライ（2023年サンライズカップ）